# Depo2015

DEPO2015

DEPO2015 je areál v Presslově ulici v Plzni. Je využíván pro pořádání kulturních akcí, sídlí zde několik firem a obchodů. V areálu jsou také prostory sdílených dílen a sdílených kanceláří. Původní industriální budova depa dopravních podniků se proměnila v kulturní centrum v roce 2015, kdy byla Plzeň Evropským hlavním městem kultury. Za první rok své existence přivítal areál 115 000 návštěvníků.

## Historie areálu

### Cukrovar
Areál vznikl na konci šedesátých let 19. století, kdy zde byl postaven cukrovar. Na jeho stavbě se podílel také cukrovarnický odborník Hugo Jelínek. Po neúspěšném fungování, špatných úrodách řepy[zdroj?] a krachu s cennými papíry na vídeňské burze byl cukrovar uzavřen.

### Vozovna MHD
Dopravní podniky vznikly na konci 19. století v souvislosti s rychlým rozvojem industriálního centra Plzně a potřebou městské hromadné dopravy. Realizací stavby areálu byl pověřen vynálezce, elektrotechnik a autor elektrické tramvaje František Křižík ve spolupráci se Škodovými závody. Jelikož tramvaje byly poháněny elektřinou dodávanou i z uhelné kotelny v areálu bývalého cukrovaru v Cukrovarské ulici, byly tyto prostory použity pro vytvoření depa. K realizaci staveb se najímaly dle tehdejších zásad české firmy.[zdroj?] Na budově tak můžeme rozpoznat rukopis Josefa Farkače, Hanuše Zápala, Stanislava Smoly či Františka Mlynaříka.[zdroj?]
Ve třicátých letech byla v souvislosti se zavedením autobusové dopravy postavena mohutná budova nových dílen, která dala díky železobetonovým skeletům a střešním světlíkům funkční industriální styl. Areál vozovny a dílen elektrických podniků byl průběžně doplňován menšími přístavbami, například benzinovou stanicí. Na počátku padesátých let si další rozšiřování vozového parku vyžádalo výstavbu nových autobusových garáží podle projektu Svatopluka Jankeho. Ten do návrhu promítl pozdně funkcionalistické tvary a dvojici hal zaklenul betonovou skořepinou.

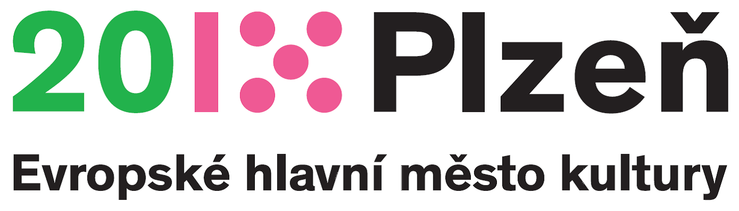
Evropské hlavní město kultury 2015

### Plzeň - Evropské hlavní město kultury 2015
Po přesunu dopravních podniků do nových prostor se v roce 2015 stal areál centrem projektu Plzeň - Evropské hlavní město kultury 2015 (EHMK 2015). Jeho provoz se podařilo udržet i po tomto roce a dále se snaží o plnění cíle, které si projekt EHMK 2015 stanovil.

## Subjekty v areálu
Rozsáhlý areál dnes sdružuje hned několik subjektů pod jednou střechou. Část prostor se pronajímá a část slouží interním projektům. Správcem objektu je Plzeň 2015, z.ú.

### Plzeň 2015, z. ú
Během projektu Plzeň - Evropské hlavní město kultury 2015 spravovala DEPO2015 společnost Plzeň 2015, která měla na starosti také management celého kulturního programu v daném roce. Na konci roku ji i nadále pověřilo Zastupitelstvo města Plzně správou areálu DEPO2015. Kromě správy DEPO2015 společnost produkuje také vlastní kulturní program, včetně projektů, které vznikly v rámci projektu EHMK 2015 - patří mezi ně: Festival světla a umění ve veřejném prostoru BLIK BLIK, Letní barokní události, česko-bavorský festival Treffpunkt a Evropský den sousedů.

### Centrum kreativního podnikání (CKP)

#### Sdílené dílny Makerspace

Svařování v dílně Makerspace

Prostor s nářadím a vybavením pro kutily, designéry a řemeslníky funguje od roku 2015. Sdílené dílny spravují dřevo-, kovo-, elektro-, digitální, sítotiskovou, grafickou dílnu a 3D-tiskovou (tzv. FABLAB). K dispozici je také temná komora pro zpracování analogové fotografie. Vedle toho lze navštívit RC modelářskou dílnu, šicí dílnu, či řemeslný ateliér. Dílny fungují na bázi členství, pro veřejnost jsou pořádány jednotlivé kurzy pro začátečníky i pokročilé různých věkových kategorií. Jednotlivé prostory je také možné pronajmout pro vlastní akce.

#### Coworking DEPO
Pro malé podnikatele nebo živnostníky je k dispozici sdílená kancelář, kde je možné pronajmout si pracovní místo. Každý pronájemce má k dispozici pracovní stůl, židli, monitor, vysokorychlostní internet, tiskárnu, kuchyňku i kávu. Pro pracovní týmy jsou k dispozici samostatné kanceláře. V coworkingu se pořádají také vzdělávací setkání, např. živé přenosy Brain&Breakfast.

#### Kreativní inkubátor
CKP zde poskytuje tříměsíční vzdělávací program, který má novým firmám pomoci v začátcích podnikání. Program je určený pro firmy v oborech produktového, grafického, oděvního designu, obor šperku, animace, řemesel a další příbuzná odvětví.

### DEPO bistro&café
Pravidelně zde jsou pořádany menší výstavy obrazů a fotografií.[zdroj?]

### Open A.i.R. - umělecké rezidence
Hlavním cílem uměleckého rezidenčního programu OPEN A.i.R., který je realizován pod záštitou projektu Plzeň – Evropské hlavní město kultury 2015, je otevření plzeňské kulturní scény a výměna nápadů, tvůrčích zkušeností, postupů, technik a kontaktů. Program se zaměřuje na přijímání domácích i zahraničních umělců a vysílání českých umělců do zahraničí. OPEN A.i.R. spolupracuje se zahraničními rezidenčními programy a centry. Umělci, kteří jsou součástí zdejších rezidencí, se zaměřují na výzkum témat a vytváří umělecká díla různých žánrů, obzvláště z oblasti designu, digitálních médií, nových médií.

### Tržnice DEPO
V roce 2018 byla v DEPO2015 otevřena městská tržnice. Nachází se zde šest stálých obchodů v nákladních kontejnerech a designovém skleníku. Obchody nabízí lokální produkty a současný design. Každou poslední neděli v měsíci se k obchodům připojujeme tematické trhy. Konají se v ní tak Dožínky, Masopust, zabijačka nebo festival kávy.

### Pěstírna DEPO
Na nádvoří najdete komunitní zahradu, která sdružuje nadšence do zahradničení. Celou sezónu pořádá Pěstírna zahradnický klub.[zdroj?]

## Kulturní akce

### Výstavy
Hlavní výstavní prostor Nízkých sloupů slouží pro interaktivní a zážitkové výstavy, které cílí především na děti. Mezi nejúspěšnější[zdroj?] výstavy patří Má Plast, Jak se točí peníze nebo 100PY: Sto let republiky očima pěti generací. Výstavy zasahují také na nádvoří areálu např. při expozici Nomádi či 100PY.

### BLIK BLIK – Festival světla a umění ve veřejném prostoru
Trasa, po které jsou instalace tuzemských i světových umělců umístěny, se rok od roku mění.[zdroj?] Své projekty zde předvedli umělci z Česka, Německa, Francie, Maďarska, Británie, Indie a dalších zemí.[zdroj?] V letech 2015, 2016, 2017 a 2018 si světelné instalace prohlédlo vždy až 40.000, respektive 45.000 diváků.[zdroj?] Festival spolupracuje s dalšími podobnými akcemi v ČR i zahraničí, jakou jsou SIGNAL festival nebo slovenský festival Biela noc, zároveň propojuje kulturní scénu v Plzni, kdy na dalších místech mimo hlavní trasu chystají kulturní organizace, místní centra a spolky doprovodný program.

### Treffpunkt
Česko-bavorské kulturní dny alias festival Treffpunkt jsou součástí Česko-bavorské kulturní platformy. Platforma je společným projekt Plzně 2015, z. ú. a města Řezno. Jejím smyslem je setkávání kulturních aktérů a organizátorů na obou stranách hranice. Projekt česko-bavorská kulturní platforma je financován prostředky z EU – Cíl EÚS 2014-2020. V Plzni festival představuje projekty bavorské kultury, tradiční i moderní kapely, tance, výstavy, čtení a přednášky. Nejoblíbenější[zdroj?] částí festivalu je pravá německá Biergarten, ve které mohou návštěvníci ochutnat české i německé pivo z tupláků.

### Barokní region Čechy-Bavorsko
Další přeshraniční projekt se věnuje baroknímu kulturnímu dědictví. Barokní region Čechy-Bavorsko propaguje barokní dědictví v regionech Horní Franky, Horní Falc a Dolní Bavorsko na bavorské straně a v Plzeňském a Karlovarském kraji na straně české. Ve snaze propojit tyto dva regiony a motivovat veřejnost k jejich objevování na české i německé straně vznikla například informační platforma Barock-Info, kulturní magazín, který dvojjazyčně představuje program letní sezóny, interaktivní výstava Za barokem nebo Barokní kulturní události v dobových stavebních památkách a v jejich okolí. Projekt je financován z programu Přeshraniční spolupráce Česká republika – Svobodný stát Bavorsko, cíl EÚS 2014 -2020.

### Evropský den sousedů
Součástí produkce týmu DEPO2015 je i Evropský den sousedů. První ročník Evropského dne sousedů (EDS) se realizoval v roce 2014. V roce 2015 byl EDS součástí hlavního programu celoročního projektu Plzeň - Evropské hlavní město kultury. Koná se poslední květnový víkend a na programu jsou vystoupení různých skupin, neziskových organizací a spolků.

### Plzeň Design Week
Plzeňský festival současného designu vznikl v roce 2016. Týdenní program představuje plzeňské veřejnosti design jako součást každodenního života. Součástí jsou prodejní přehlídky, přednášky, výstavy, performance a koncerty. Festival navštívili např. Aleš Najbrt nebo Hana Čejchanová. Plzeň Design Week navazuje na tradici designérů a architektů (např. Adolf Loos, Ladislav Sutnar), kteří v Plzni působili. Na programu spolupracuje také místní Fakulta designu a umění Ladislava Sutnara.

### DEPO Street Food Market
Jídelní vozy a pouliční stánkaři se v DEPO2015 poprvé objevili 28. října 2015.[zdroj?] Food festival se v prostorách bývalých dopravních podniků koná třikrát do roka – v březnu, v květnu a v říjnu. Pro účastníky jsou k dispozici ochutnávky z pouličních občerstvení z různých částí světa.

### Science Café Plzeň
Science Café je cyklus neformálních diskusí s vědci v prostředí kaváren. Cílem setkání je společné hledání otázek a odpovědí, představení vědců jako inspirativních osobností a prezentace konkrétních vědeckých výzkumů. Koncept Science Café vznikl ve Velké Británii, odkud se rozšířil do mnoha dalších zemí a měst. V České republice pořádá Science Café od roku 2008 spolek Otevíráme, který také zaštiťuje celostátní síť Science Café Czech Republic. Tým DEPO2015 převzal organizaci plzeňské odnože v roce 2018.[zdroj?]